# ラインハルト・ゲンツェル
ラインハルト・ゲンツェル（Reinhard Genzel ForMemRS, ドイツ語発音: [ˈʁaɪnhaʁt ˈɡɛntsl]、1952年3月24日 - ）は、ドイツの宇宙物理学者である。アンドレア・ゲズ、ロジャー・ペンローズとともに2020年のノーベル物理学賞を受賞した。

## 生涯とキャリア
ゲンツェルはドイツのバート・ホムブルク・フォア・デア・ヘーエで、固体物理学の教授ルートヴィヒ・ゲンツェル（1922-2003）の子として生まれた。フライブルク大学とボン大学で物理学を学び1975年に卒業、1978年に物理学のPh.D.を取得した。同年、マックスプランク地球外物理学研究所で電波天文に関する博士論文を発表した。
その後、マサチューセッツ州ケンブリッジのハーバード・スミソニアン天体物理学センターに勤務した。1980年から1982年までミラーリサーチフェローに選出され、1981年にカリフォルニア大学バークレー校物理学科の准教授、後に正教授を務めた。1986年にマックス・プランク研究所の科学会員となり、ガルヒングのマックス・プランク地球外物理学研究所の所長を務め、1988年からはミュンヘン大学で講師、後に名誉教授を務めている。1999年からはカリフォルニア大学バークレー校の正教授も兼任している。その他、ショウ賞天文学部門選考委員会の委員も務めている。

## 業績
ゲンツェルは、赤外線天文学とサブミリ波天文学を研究している。彼の研究グループは、地上と宇宙に装置を置く天文観測機器の開発に積極的に取り組んでいる。彼らは、銀河系の中心であるいて座A*付近の星の運動を追跡し、超大質量の天体を周回していることを示した。現在では、その天体がブラックホールであることが知られている。
2018年7月、ゲンツェルらは、いて座A*を周回する恒星S2が、2018年5月の軌道極点アプローチに向かう際に、いて座A*から約120天文単位≒1400シュワルツシルト半径の距離で、7,650キロメートル毎秒、すなわち光速の2.55%の速度が記録されていたことを報告した。これは、一般相対性理論によって予測された赤方偏移を相対論的な速度で確認することを可能にした。

## 賞

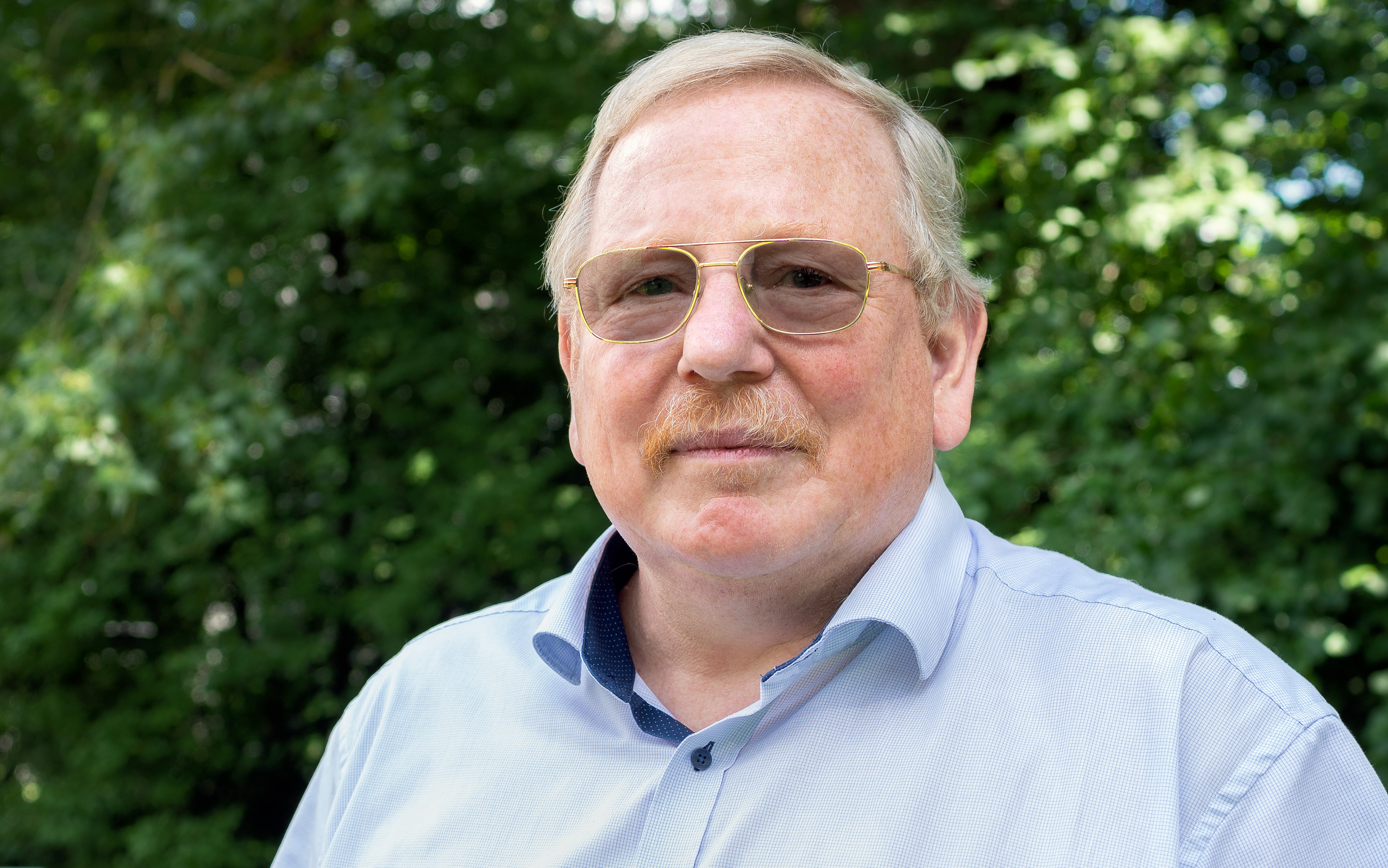
2018年7月にドイツ・ガルヒングのマックス・プランク天体物理学研究所で行われたプレスリリース「First Successful Test of Einstein's General Relativity Near Supermassive Black Hole」の発表を記念して撮影された写真。

- ミラーリサーチフェロー（英語版）（1980–1982年）[8]
- オットー・ハーン・メダル（マックス・プランク研究所、1980年）[8]
- 大統領若手研究者奨励賞（英語版）（アメリカ国立科学財団、1984年）[8]
- ニュートン・レイシー・ピアス賞（英語版）（アメリカ天文学会、1986年）[8]
- ゴットフリート・ヴィルヘルム・ライプニッツ賞（ドイツ研究振興協会、1990年）[8]
- ドゥ・ボークルール・メダル（テキサス大学、2000）[8]
- ジュール・ジャンサン賞（フランス天文学会（英語版）、2000年）[8]
- シュテルン＝ゲルラッハ・メダル（英語版）実験物理学部門（ドイツ物理学会、2003年）[8]
- バルザン賞赤外線天文学部門（2003年）[8]
- アルベルト・アインシュタイン・メダル（2007年）[9]
- ショウ賞天文学部門（2008年）[10]
- ガリレオ2000賞（2009年）[8]
- カール・シュヴァルツシルト・メダル（ドイツ天文学会（英語版）（2011年）[11]
- クラフォード賞（スウェーデン王立アカデミー、2012年）[12]
- ティコ・ブラーエ賞（英語版）（欧州天文学会（英語版）、2012）[13]
- ハーヴェイ賞（イスラエル工科大学、2014年）[14]
- ハーシェル・メダル（王立天文学会、2014年）[15]
- ノーベル物理学賞（2020年）[2]

## 科学アカデミー会員
- 米国科学アカデミー外国人会員（2000年）[16]
- 国立科学アカデミー・レオポルディーナ会員（2002年）[17]
- バイエルン科学アカデミー（英語版）上級会員（2003年）[18]
- 王立協会外国人会員（2012年）[1]